# سیارک ۲۰۵۹

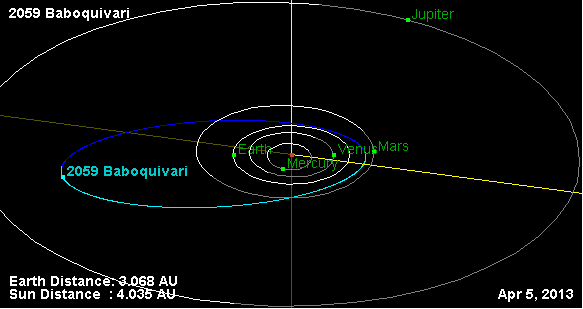
نمایی از محل قرارگیری سیارک ۲۰۵۹ در مدار – ۲۰۱۳

سیارک ۲۰۵۹ (به انگلیسی: 2059 Baboquivari، نامگذاری:1963UA) دو هزار و پنجاه و نهمین سیارک کشف شده‌است که در ۱۶ اکتبر ۱۹۶۳ کشف شد.
قدر مطلق سیارک برابر ۱۵٫۸۰ است.